# Little Muskingum River
Der Little Muskingum River ist ein 105 km langer rechter Nebenfluss des Ohio River im östlichen US-Bundesstaat Ohio in den Vorbergen der Appalachen. Der Abfluss erfolgt über den Ohio River und Mississippi River in den Golf von Mexiko. Der Little Muskingum River gehört zum Flusssystem des Mississippi River und entwässert ein Gebiet von 816 km². Der Fluss entspringt im bergigen Teil des Monroe Countys rund 13 km südöstlich der Ortschaft Woodsfield und fließt mäandrierend in rund 13 km Entfernung parallel zum Ohio River, bis er 8 km südöstlich der Stadt Marietta in den Ohio mündet. Nahezu der gesamte Flusslauf des Little Muskingum Rivers liegt innerhalb des Wayne National Forest, der in einem ehemaligen Kohleabbaugebiet renaturiert wurde. Das Gebiet besteht aus drei Teilen von insgesamt etwa 34 km² Umfang. Anfang der 1990er Jahre wurde der Nordamerikanische Fischotter von der Ohio Division of Wildlife and the Forest Service erfolgreich wieder angesiedelt nach dem diese Tierart in Ohio ausgerottet war.